# Håkan
Pour le prénom turc, voir Hakan.
Håkan est un prénom suédois. Il est issu du prénom norrois Hákon, littéralement « fils élevé », composé de há- (haut, choisi, élevé) et -konr (fils, descendant, lignée),. Le patronyme suédois Håkansson signifie « fils de Håkan ».
- Pour l'ensemble des articles sur les personnes portant ce prénom, consulter :
  - la liste des articles dont le titre commence par ce prénom
  - les listes produites par Wikidata : Liste des personnes de prénom « Håkan » — même liste en incluant les éventuels prénoms composés qui contiennent « Håkan ».

## Variantes
- Danois : Hakon, Hagen[3]
- Français : Haquin[4]
- Islandais : Hákon
- Latin : Haqvin, Haqvinus, Haquin, Haquinus
- Norvégien: Håkon, Haakon[3]
- Portugais : Haquino
- Vieil anglais : Hacon[N 1],[5]
- Vieux russe : Якун (Yakun)